# 一號廣場購物中心
一號廣場購物中心（英語：Square One Shopping Centre）是一座位于加拿大安大略省密西沙加的大型购物中心，建築面積達192萬平方呎，為全國第二大和安大略省最大商場。一號廣場購物中心共有360家商店，當中包括沃爾瑪和哈德遜灣公司（Hudson’s Bay）等大型零售商，还有美食廣場等设施，以店鋪總數計算為安大略省购物中心之冠。
一號廣場座落密西沙加市中心曉倫大略街（Hurontario Street）和般咸圖道（Burnhamthorpe Road）的交界處，离403號省道大约1.5公里，离401號省道則约6公里，鄰近密西沙加市政廳、密西沙加藝術中心和密西沙加中央圖書館等設施。此外，密西沙加交通局和GO運輸亦於一號廣場設有一座大型巴士總站。

## 歷史
位於曉倫大略街夾伯納姆瑟普道一帶的土地原為農地，其後落入商人麥拉夫連（Bruce McLaughlin）手中。隨着大多倫多市以西的一系列小鎮於1968年合併成密西沙加鎮，麥拉夫連亦計劃在該片土地上大興土木。密西沙加鎮政府原有位於曉倫大略街夾登打士街附近的廳舍於1969年焚毀後，麥拉夫連乘機向鎮政府提出在自己持有的地皮上免費為其提供空間興建新的鎮廳舍。這項建議獲鎮政府接納，而麥拉夫連亦準備在新鎮廳舍旁建立一座大型商場。一號廣場於1969年動工，1973年10月3日對外開放，首日吸引逾16萬人進場。一號廣場當時為全國最大的商場，共有160家商戶，當中包括哈德遜灣公司、加拿大西爾斯百貨（Sears Canada）、伍爾科（Woolco）和道明超市（Dominion）四家主力商戶。
西爾斯百貨於2013年6月宣布退出一號廣場，2014年3月生效。來自魁北克省的西蒙斯百貨（La Maison Simons）於2013年12月宣布租用該空間，並於2016年春季開幕。

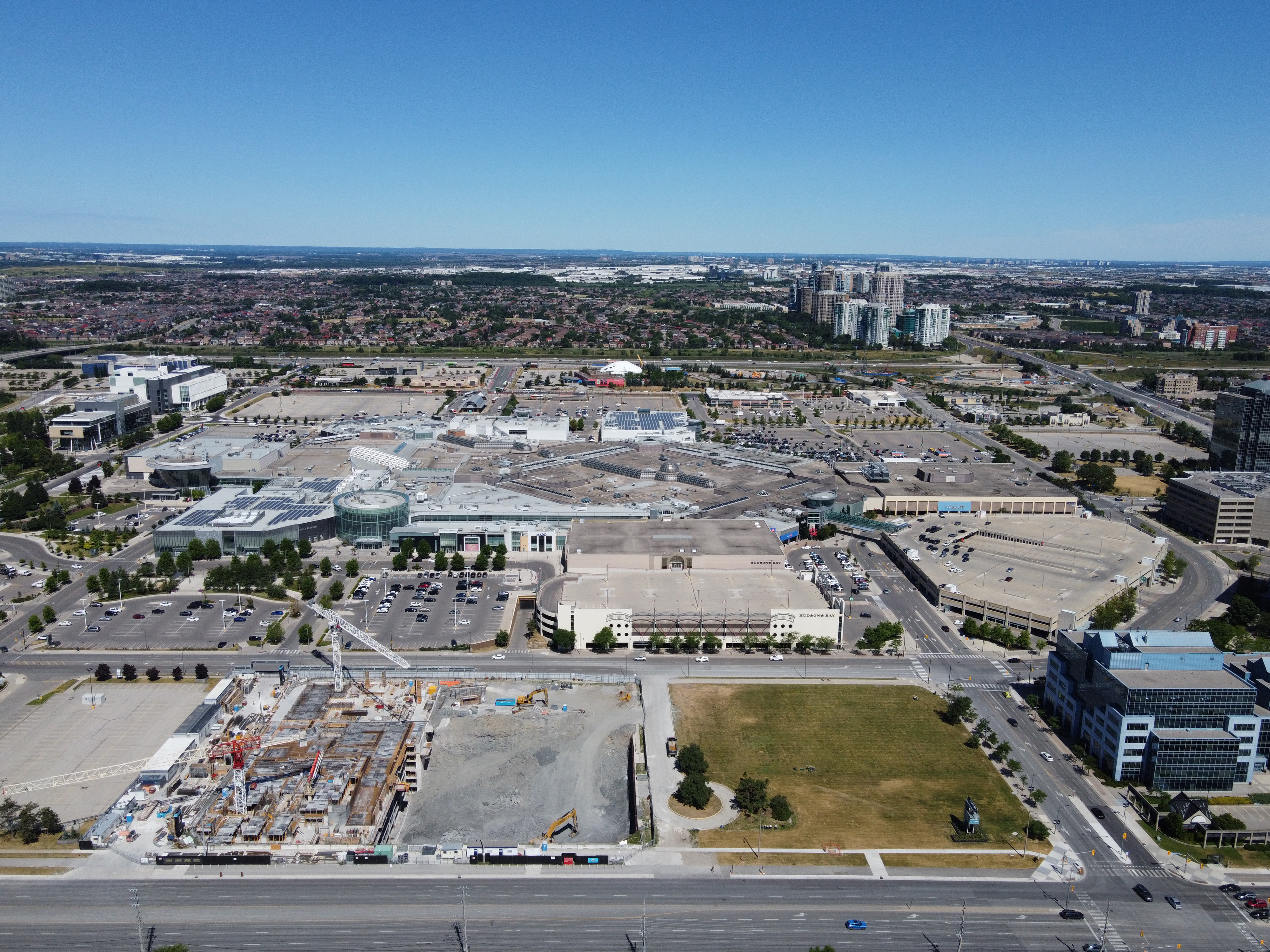
從空中俯瞰一號廣場（攝於2022年）

## 外部連結
- 一號廣場購物中心官方网站